# Wilhelm Beiglböck
Wilhelm Beiglböck, född den 10 oktober 1905 i Hochneukirchen, Österrike-Ungern, död den 22 november 1963 i Buxtehude, Niedersachsen, var en tysk läkare och Obersturmbannführer i SA. Under andra världskriget var han stabsläkare vid Luftwaffe.
I koncentrationslägret Dachau utförde Beiglböck experiment med saltvatten på lägerfångar. Han dömdes vid Läkarrättegången till 15 års fängelse för krigsförbrytelser och brott mot mänskligheten. Straffet omvandlades till 10 års fängelse, men redan i december 1951 blev han frisläppt. Efter frigivningen verkade han som läkare i Buxtehude.